# Prueba binomial
En estadística, la prueba binomial o test binomial es una prueba de hipótesis exacta de la significación estadística de las desviaciones observadas en ensayos que solo pueden resultar en dos categorías, respecto de una distribución binomial esperada. Cada ensayo dicotómico es denominado ensayo de Bernoulli (por ejemplo lanzar una moneda o lanzar un dado), y la probabilidad de obtener cierto número de aciertos después de varios ensayos de Bernoulli independientes está dada por la distribución binomial.

## Uso común
Un uso común de la prueba binomial es en el caso donde la hipótesis nula es aquella en la que las dos categorías son igualmente probables de que ocurran (como el lanzamiento de una moneda). Las tablas están ampliamente disponibles para dar la importancia observada en el número de observaciones en las categorías para este caso. Sin embargo, como muestra el siguiente ejemplo, la prueba binomial no se limita a este caso.

Gráfico de test binomial.

Donde hay más de dos categorías, y un test exacto es requerido, el test multinomial, basado en la distribución multinomial, debe usarse en vez del test binomial.

## Muestras grandes
Para muestras grandes como las del siguiente ejemplo, la distribución binómica es bien aproximada por convenientes distribuciones continuas, y éstos se utilizan como la base para las pruebas alternativas que son mucho más rápidas para computar, Prueba χ² de Pearson y el G-test. Sin embargo, para pequeñas muestras estas aproximaciones se descomponen, y no hay alternativa para la prueba binomial. 

## Ejemplo de prueba binomial
Supongamos que tenemos un juego de mesa que depende del lanzamiento de un dado (ver dado) y asigna una especial importancia al lanzamiento de un 6. En un juego en particular, el dado es lanzado 235 veces, y el  6  sale 51 veces. Si el dado es justo, esperamos que el  6  salga
{\displaystyle 235\times 1/6=39.17}
veces. ¿Es la proporción del  6  significativamente más alta de lo que se esperaría por casualidad, sobre la hipótesis nula de un dado justo?
Para encontrar una respuesta a esta pregunta usando el binomial, usamos la distribución binomial:
{\displaystyle B(N=235,p=1/6)}, con función de densidad de probabilidad {\displaystyle f(k,n,p)=\Pr(k;n,p)=\Pr(X=k)={\binom {n}{k}}p^{k}(1-p)^{n-k}} .
para calcular la probabilidad de 51 o más seises en una muestra de 235 si la verdadera probabilidad de lanzar un 6 en cada intento es 1/6. Esto se hace sumando la probabilidad de obtener exactamente 51 seises, exactamente 52 seises, y así sucesivamente hasta 235:
{\displaystyle \sum _{i=51}^{235}{235 \choose i}p^{i}(1-p)^{235-i}=0.02654}
En este caso, la probabilidad de obtener 51 o más seises en un dado justo es 0,027. Si estábamos buscando por una significación al nivel del 5%, este resultado indica que el dado se carga para dar muchos 6 (Pruebas de una y dos colas, prueba unilateral).
La prueba antes dicha mira si el dado lanza demasiados seises. También podríamos usar una prueba de dos colas que nos pudiera decir si el dado está sesgado para producir muy pocos o demasiados seises. Se tenga en cuenta que para hacer esto no podemos simplemente doblar el valor p de una cola a menos que la probabilidad del evento sea 1 / 2. Esto es porque la distribución binomial se hace asimétrica ya que la probabilidad se desvía de 1/2.Hay dos métodos para definir el valor-p de dos colas. Un método consiste en sumar la probabilidad de que la desviación total en el número de eventos en cualquier dirección del valor esperado sea mayor o menor que el valor esperado. La probabilidad de que ocurra en nuestro ejemplo es 0.0437. El segundo método implica calcular la probabilidad de que la desviación del valor esperado sea tan improbable o más improbable que el valor observado, es decir, a partir de una comparación de las funciones de densidad de probabilidad. Esto puede crear una diferencia sutil, pero en este ejemplo produce la misma probabilidad de 0.0437. En ambos casos, la prueba bilateral revela significancia al nivel del 5%, indicando que el número de 6s observados fue significativamente diferente para este dado que el número esperado al nivel del 5%.

## En paquetes desoftwareestadístico
Las pruebas binomiales están disponibles en la mayoría de los programas informáticos utilizados con fines estadísticos. P.ej.
- En R El ejemplo anterior se podría calcular con el siguiente código: 
  - binom.test(51,235,(1/6),alternative="less") (test de una cola)
  - binom.test(51,235,(1/6),alternative="greater") (test de una cola)
  - binom.test(51,235,(1/6),alternative="two.sided") (test de dos colas)
- En SAS La prueba está disponible en el procedimiento FrecuenciaPROC FREQ DATO=LanzamientoDado ;
	TABLAS Lanzamiento / BINOMIAL (P=0.166667) ALPHA=0.05 ;
        BINOMIAL EXACTO ;
	PESO Freq ;
RUN;
- En SPSS La prueba se puede utilizar a través del menú  Analizar >  Prueba no paramétrica >  Binomial
- En Python, usa SciPy:
  - scipy.stats.binom_test(51, 235, 1.0/6, alternative='greater') (test de una cola)
  - scipy.stats.binom_test(51, 235, 1.0/6, alternative='two-sided') (test de dos colas)
- En MATLAB, usa myBinomTest, Que está disponible en el sitio web de intercambio de archivos de la comunidad de Mathworks. MyBinomTest calculará directamente el valor-p para las observaciones dada la hipótesis de probabilidad de éxito. [pout] = myBinomTest (51, 235, 1/6) (generalmente de dos colas, pero opcionalmente puede realizar una prueba de una cola).
- En Stata, usa bitest.
- En Microsoft Excel, usa Binom.Dist. La función toma los parámetros (Número de éxitos, Pruebas, Probabilidad de éxito, Acumulativo). El parámetro "Cumulativo" toma un booleano True o False, con True dando la probabilidad acumulativa de encontrar estos muchos éxitos (una prueba de cola izquierda), y Falso la probabilidad exacta de encontrar estos muchos éxitos.[2]